# Рой Вегерле
Рой Вегерле (на английски: Roy Wegerle) е натурализиран бивш американски футболист, родом от ЮАР, играл на позициите нападател и офанзивен полузащитник.

## Клубна кариера
Вегерле стартира кариерата си в юношеските формации на „Аркадия Шепърдс“ от родния си град, Претория. През 1981 г. бива забелязан от съгледвачи на „Манчестър Юнайтед“ и е поканен на двумесечни проби в отбора. Малко след тяхното начало обаче се контузва, което осуетява първия му опит да пробие в професионалния футбол. След като завършва средното си образование, той е препоръчан на „Саут Флорида Булс“ – футболния отбор на Университета на Южна Флорида, от единия от братята си, играещ професионално футбол в „Тампа Бей Раудис“ от Северноамериканската футболна лига и заминава за САЩ, за да продължи кариерата си.
За „биковете“ Вегерле играе година и половина, като отбелязва 40 гола в 36 мача. Той попада на два пъти в идеалната единадесеторка на студентско ниво в САЩ, а освен това е и рекордьор за отбора по брой отбелязани голове в рамките на един сезон – 21. Впоследствие бива избран в първия кръг от драфта на Северноамериканската футболна лига от тима на „Тампа Бей Раудис“. С екипа на първия си професионален футболен отбор Вегерле бележи 9 пъти в 21 двубоя в оказалия се последен сезон на първенството. Там треньор му е бившият английски национал и звезда на „Куинс Парк Рейнджърс“, Родни Марш. Това се оказва от изключителна важност в по-нататъшната кариера на играча, който в следващите година и половина играе футзал за състава на „Такома Старс“. Там изиграва 59 мача и вкарва 36 гола, преди да се върне към професионалния футбол.
През лятото на 1986 г. бившият му треньор Марш успява да му уреди проби в „Куинс Парк Рейнджърс“ и въпреки че те решават да не подпишат с него, с играта си хваща окото на „Челси“, които го привличат в състава си. Вегерле обаче не успява да покаже достатъчно постоянство в играта си, като редува силни и слаби мачове и изиграва само 23 мача, в които вкарва 3 гола, преди през март 1988 г. да бъде даден под наем за един месец на „Суиндън“. За този период той записва 7 мача и бележи веднъж.
Нова възможност се открива пред Вегерле, когато през лятото на 1988 г. е привлечен от „Лутън“ за 75 000 английски лири. За година и половина в новия си тим той успява да се утвърди като титуляр, записвайки 45 мача с 10 гола, преди през декември 1989 г. да бъде трансфериран в отхвърлилите го няколко години по-рано „Куинс Парк Рейнджърс“, тогава състезаващи се в Първа английска дивизия, срещу 1 млн. английски лири. За тях той записва най-добрите си игри, като в общо 65 мача за първенство отбелзва 29 гола, превръщайки се в реализатор номер едно на отбора през сезон 1990/1991 с 18 попадения. Въпреки това, след смяната на треньора през лятото на 1991 г. той не е използван много от наследника му и бива продаден през март 1992 г. на борещия се за влизане в елита „Блекбърн“ за 1,1 млн. английски лири. След като новият му отбор се класира за Висшата лига, в състава му е привлечена новоизгряващата звезда на английския футбол Алън Шиърър. Той е предпочитан като титуляр, а Вегерле не играе редовно, записвайки общо 23 мача, в които вкарва 4 гола. В крайна сметка „Блекбърн“ решава да го продаде и през март 1993 г. той се озовава в „Ковънтри“ срещу 1 млн. английски лири.
В новия си отбор той играе до края на сезон 1994/1995, но поредица от травми ограничават игровото му време, като в 53 мача за първенство бележи 9 гола. След като договорът му изтича, Вегерле се връща в САЩ, за да играе в състава на „Колорадо Рапидс“ в дебютния сезон на Мейджър Лийг Сокър. В рамките на сезон и половина той записва 36 мача с 4 гола, след което преминава в „Ди Си Юнайтед“ през юли 1997 г. През април следващата година е трансфериран в състава на „Тампа Бей Мютини“, където в края на сезона приключва професионалната си кариера.

## Национален отбор
Въпреки че е роден в ЮАР, Вегерле не може да играе мачове за националния отбор на родината си, която е изключена от международния футбол до 1992 г. заради държавната политика на апартейд. Понеже баща му е германец, а майка му – шотландка, играчът има възможност да представлява Германия или Шотландия, а към него проявява интерес и старши-треньорът на националния тим на Англия. В същото време неговата съпруга е американка, поради което той отговаря и на необходимите условия, за да играе за САЩ. С добрите си игри той не остава незабелязан от Бора Милутинович, тогавашният американски старши-треньор, който се среща няколко пъти с играча, за да го убеди да участва в тима. Неговата настойчивост, както и фактът, че самият футболист смята да заживее в САЩ след края на кариерата си, се оказват ключови за избора на Вегерле да носи екипа на „янките“. Той дебютира за тима на 30 май 1992 г. срещу Ирландия, година след като взима американско гражданство.
Понеже е сред малкото играчи на САЩ, играещи на топ-ниво в чужбина, се очаква Вегерле да бъде една от звездите на тима на предстоящото световно първенство по футбол. Травма в коляното, която получава през януари 1994 г., застрашава участието му в турнира, но след като претърпява множество артероскопии, той се възстановява навреме, за да бъде включен в отбора и, макар и като резерва, взема участие във всички мачове на САЩ.
С екипа на САЩ той записва участие и на световното първенство по футбол през 1998 г., както и в турнирите за Златната купа на КОНКАКАФ през 1993 г. и 1998 г., в които американците заемат втори места.